# Winwick (Cambridgeshire)
Winwick è un villaggio e parrocchia civile dell'Inghilterra, appartenente alla contea del Cambridgeshire.